# Célula estrelada hepática
As células estreladas hepáticas (HSCs) são a principal fonte de componentes de matriz extracelular em doenças crônicas do fígado e por esta razão exercem um papel fundamental no desenvolvimento e na manutenção da fibrose hepática.

## Comparação
Assim, comparamos o metabolismo extracelular de nucleotídeos e o nível transcricional das ectoenzimas em HSCs quiescentes e ativadas usando uma linhagem de células estreladas hepáticas.